# フランシスコ・アントニオ・デ・アルメイダ・ジュニオル
フランシスコ・アントニオ・デ・アルメイダ・ジュニオル（Francisco Antônio de Almeida Júnior、1851年5月4日 - 1928年9月12日）は、19世紀後半に活躍したブラジルの天文学者、エンジニア、大学教授、作家。アルメイダは1874年の金星の太陽面通過において、太陽の年周視差を計算するために任命された委員会の一員であった。あまり知られていないが、アルメイダは映画製作の発展において重要な人物である。また、日本に来航した最初のブラジル人と推定される。

## 作品一覧
- 1874年 - 『金星の太陽面通過』（Passage de Vénus）
- 1876年 - 『空気の動きについて』（De motibus aeris）[1]
- 1878年 - 『ジャクピランギーニャ川の鉄鉱山についての報告と開発計画の基礎』（Notícia sobre as minas de ferro de Jacupiranguinha e bases de um projeto de exploração）[1]
- 1878年 - 『太陽の星周視差と金星の通過』（A Paralaxe do Sol e as Passagens de Vênus ()[1]
- 1879年 - 『フランスから日本へ：旅行記と中国、日本、およびアジアの他の国々の歴史、習慣、描写』（Da França ao Japão: narração de viagem e descrição histórica, usos e costumes dos habitantes da China, do Japão e de outros países da Ásia）[1]
  - 『日本帝国の地図』（Carta do Império do Japão、上記作品に含まれている）[1]
- 1889年 - 『連邦と君主制』（A Federação e a Monarquia）[1]